# 森田真結子
森田 真結子（もりた まゆこ、1992年1月5日 - ）は、日本のプロダーツプレイヤー、タレント。
ニックネームは「まよんぬ」。血液型はB型。身長155cm。利き腕は右。利き目は左。イメージカラーは黄色。
女子ダーツトーナメント「FRESH!!」主宰。東京・阿佐ヶ谷「cafe&bar trico」の元オーナー。東京・中目黒「お粥処 uraura」の元経営者。6年間所属した芸能プロダクション「株式会社ワールドP.S.」から2020年3月31日をもって独立してフリーとなった。
趣味は旅行、温泉など。テキサス・ホールデムをプレイできるスマートフォンアプリ「エムホールデム」の公式ユーザーを務める。WGP主催ポーカー最強女子決定戦 2nd seasonにて優勝。カレーが好きで「下北沢カレーフェスティバル2020」では「ミスカレー2020 カレーまん特別賞」を受賞。

## 来歴
東京都東村山市生まれで3歳から埼玉県川口市へ移る。三輪田学園中学校・高等学校卒業。中高では茶道部に所属し部長も務める。初めてのアルバイトは中学生の頃から憧れていた秋葉原のコスプレ喫茶で元メイド。明治学院大学文学部芸術学科在学中に東日本大震災で大学が1か月休校になった際、友人の働くダーツバーに遊びに行ったことがきっかけでダーツと出会う。
大学在学中にプロ資格を取得。大学を除籍となった時に改めてやりたいことを考え、「25歳までにプロとして生活できなかったら、諦めよう」と本気でプロとして活動することを決め、2013年よりプロダーツトーナメントSOFT DARTS PROFESSIONAL TOUR JAPAN、JAPAN LADIESに参戦。
2015年より、ソフトダーツワールドチャンピオンシップシリーズTHE WORLDに参戦。
「ダーツ人口3倍計画」を掲げ、「多くの人にダーツを知ってもらいたい」「ダーツの魅力を外の世界に発信してダーツの裾野を広げていきたい」と言った信念のもと、各種メディアへの出演やダーツのユニフォーム姿でのポーカー大会への出場、女子限定のダーツトーナメントや初心者向け体験型ダーツイベントなどの活動を行っている。SNSでの発信にも精力的に取り組み、Twitterではダーツプレイヤーとして初となる認証バッジを獲得。

## 女子ダーツトーナメント「FRESH!!」
女性が安心してダーツを楽しめる場所がまだまだ少ないダーツ業界の現状を憂慮し、女性ダーツプレイヤー同士の交流を育む場所、またライバルや仲間を作る出会いの場所を作るべく【ダーツが大好きな女性のためのダーツトーナメント】として女子ダーツトーナメント《FRESH!!》を開催している。
2018年3月21日に開催された第1回は女子学生トーナメントであり参加条件が「学生兼22歳以下」「定員32名」とされていたが、2018年9月9日の第2回は年齢制限を撤廃し、参加者は女性のみで100名を超える大規模なものとなった。また、第2回からは男性の見学も入場料を支払うことにより可能となったが、ナンパ行為等は強く禁止されている。第3回として関西での開催が2020年3月22日に予定され、クラウドファンディングも行われていたが、新型コロナウイルスの影響により開催は延期された。
森田は「FRESH!!」以前のアルバイト時代にも女子限定ハウストーナメントを行っている。

## cafe&bar trico
中学生くらいからカフェをやりたいという夢がありつつも、試合で地方に行くことが多いため店をひとりでは営業できないと思っていた中、店長を任せられる人を見つけられたことにより2019年2月11日に「cafe&bar trico」をグランドオープンした。店名の〝trico〟には、ダーツの3本の矢、店舗が3階にある事、店長・真栄平伸／オーナー・森田／スタッフ・榎戸夏海の3人の思いの詰まったお店としてスタートさせる事、お店に来たお客様をダーツの〝虜(とりこ)〟にしたいという想いが込められている。
2021年12月31日にTwitterにて「cafe&bar trico」から離れる旨を報告した。

## お粥処 uraura
プロダーツプレイヤーの山崎法美が「お粥処 UraUra」（朝昼のみ。夜はカラオケバー「和みBar うらうら」）を経営していたが、肩の手術およびそれに伴うリハビリ療養によりシェフの復帰の見通しが立たなくなったために、2021年1月11日をもってお粥処から撤退した。その後、森田が経営を引き継ぐ形でリニューアルオープンすることが2021年8月18日に告知され、プレオープン期間を経て2021年10月1日にグランドオープンとなった。2022年3月31日に閉店。

## モデルバレル
下記はいずれも2BAの仕様。
- MONSTER BARRELS DESIGN
  - KITTEN [37.0mm/7.0mm/16.5g/90%タングステン] 限定生産
  - KITTEN [37.0mm/7.1mm/16.5g/90%タングステン] リニューアル版
  - KITTEN2 [38.0mm/7.0mm/16.5g/90%タングステン]
  - KITTEN3 [38.0mm/7.0mm/16.5g/90%タングステン]
- TARGET
  - PRIME SERIES MAYO [37.0mm/7.1mm/16.5g/90%タングステン]
  - PRIME SERIES MAYO G2 [41.0mm/7.1mm/18.0g/90%タングステン]
  - PRIME SERIES MAYO G3 [41.0mm/7.1mm/18.0g/90%タングステン]
  - PRIME SERIES MAYO G4 [41.0mm/7.3mm/18.0g/90%タングステン]
  - PRIME SERIES MAYO G5 [41.0mm/7.3mm/16.5g/90%タングステン]
  - PRIME SERIES MAYO G5 MAX [41.0mm/7.3mm/18.0g/90%タングステン]
  - PRIME SERIES MAYO G6 [41.0mm/7.2mm/18.0g/90%タングステン]
  - PRIME SERIES MAYO G6 HIVE Limited [41.0mm/7.2mm/18.0g/90%タングステン]
  - PRIME SERIES MAYO G6 MAX [41.0mm/7.2mm/19.5g/90%タングステン]

## 主な戦歴
- 2017年 STAGE1 兵庫 TOP8
- 2018年 STAGE5 広島 TOP8

## テレビ出演歴
- 『ピンクス 第11回』（静岡朝日テレビ、2010年6月28日）
- 『TEPPEN 2017』（フジテレビ、2017年1月13日）
- 『北海道日本ハムファイターズ×福岡ソフトバンクホークス（札幌ドーム）』始球式 GAORAスポーツ（CS、2018年7月21日）
- 『週末ハッピーライフ！お江戸に恋して ★ダーツ会のアイドル森田真結子』（TOKYO MX、2018年9月8日）
- 『さまスポ ▽爆笑ダーツ！可愛すぎるプロと対決』（テレビ東京、2018年9月22日）
- 『スポペディアTOKYO』（TOKYO MX、2020年1月22日）
- 『WGP JAPAN GRANDPRIX2022』（TOKYO MX、2022年10月2日）

## ストリーミング放送
- 「マル☆カツ定食」（2016年）
- キングコング西野「豪華芸能人の24時間プライベート生配信 第3弾！」（2017年7月10日）
- サッカーキング ハーフ・タイム「DAZN for docomoはサッカーだけじゃない！他スポーツの刺客が魅力をプレゼン presented by DAZN for docomo」（2018年3月13日）
- 下北FM「Ai and YuKiの新橋開運堂」（2018年6月28日）
- FMサルース「SALUS all in one」（2019年4月11日）
- FMサルース「SALUS all in one」（2019年10月10日）
- 「エレチャン -ELEMENTARY CHANNEL-」#38「中井和哉さんと本気でダーツに挑戦！対決編」（2020年2月10日）
- 「エレチャン -ELEMENTARY CHANNEL-」#39「中井和哉さんと本気でダーツに挑戦！最終決戦編」（2020年2月17日）
- 「木村さ〜〜ん!」#119「お誕生日直前！木村拓哉、ダーツ・ショップで“相棒”選び！？」（2020年11月8日）
- 「木村さ〜〜ん!」#120「木村拓哉、自分への誕生日プレゼントは自腹！？プロダーツプレイヤーと真剣勝負！」（2020年11月15日）
- 「なぎスケ! シーズン2」#12「新企画シリーズ！なぎスケvs女子プロ！」（2021年2月4日）
- 「なぎスケ! シーズン2」#13「ダーツの女子プロとなぎスケ流真剣勝負！」（2021年2月11日）
- 「木村さ〜〜ん!」#161「木村拓哉、発案企画！“プロ”混合チームとビリヤード対決！」（2021年8月29日）
- 「木村さ〜〜ん!」#162「木村拓哉も納得！？“プロ”混合チームと真剣ダーツ対決！」（2021年9月5日）
- 【ダーツ×麻雀!?】Mリーグ チーム対抗ダーツ対決！【前編】（2021年9月3日）
- 【ダーツ×麻雀!?】Mリーグ チーム対抗ダーツ対決！【後編】（2021年9月3日）
- 【ダーツ×麻雀!?】Mリーグ チーム対抗ダーツ対決！【特別編】（2021年9月3日）
- エムホールデム公式生放送　～第1回公式ユーザー大会～（2021年10月7日）
- 「カプリティオチャンネル」プロダーツプレーヤーがクイズを挑んできた【まよんぬコラボ】（2023年11月18日）
- 「【JPL】Japan Poker Live ジャパンポーカーライブチャンネル」【神回2】ポーカープロvsプロの激しいレイズ合戦がエグすぎた（2023年12月14日）
- 「翔んでやーまん」【ドッキリ】ダーツバーで紹介して貰った女の子がダーツのプロだった（2024年6月8日）
- 「【前編】ダーツプロ＆アイドル ダーツ体感型カードゲーム[フィニッシュアウト]で楽しく遊んでみた♪【 #ダーツハイブ 】」（2024年11月28日）
- 「【後編】ダーツプロVSアイドル ダーツ体感型カードゲーム[フィニッシュアウト]で真剣勝負！【＃ダーツハイブ】」（2024年12月12日）
- 「ABEMA Queen Of Poker シーズン2」（2024年12月12日）
- 「EX-PORKER ～Amuと学ぶExploitの世界～」（2025年2月14日）
- その他ポーカー大会関連多数

## ネットニュース等
- 「STORY OF DARTSLIVE OFFICIAL PLAYER　～森田真結子～」（2016年11月10日）
- 「美女の【住みたい部屋】プロダーツプレイヤー/森田真結子さん」（2017年7月10日）
- 「美人ダーツプレーヤー森田真結子が狙い定め始球式」（2018年7月21日）
- 「「常に挑戦することを止めない」森田 真結子が語る、知られざるプロダーツプレイヤーの世界」（2019年8月24日）
- 「人気プレイヤー！ シーズンプレイヤー森田真結子選手への50の質問」（2022年1月28日）
- 「【あの人も？】ポーカーをしている有名人名鑑」（2024年5月31日）
- 「#17 Top of Ladies 優勝 まよんぬ選手インタビュー」（2025年2月27日）

## 雑誌等
- ベースボール・マガジン社「BBM女子アスリートカード SHINING VENUS2018」（2018年1月1日）
- 「NEW DARTS LIFE Vol.95　まよんぬ 大特集」（2019年1月30日）
- 「NEW DARTS LIFE Vol.103　まよんぬ 集大成」（2020年9月29日）
- 雑誌「Hanako」「SOFT DARTS BIBLE」「NEW DARTS LIFE」など掲載多数